# 곽충보
곽충보(郭忠輔, ?~1403년)는 고려 말 조선 초의 무신이자 조선의 개국공신이다. 본관은 청주(淸州)이다.

## 생애
1383년(우왕 9) 10월에 병마사(兵馬使)로서 도원수 이을진(李乙珍), 부원수 권현룡(權玄龍)과 함께 동산현(洞山縣)에 침입한 왜구를 공격하여 20여 급(級)을 베고, 말 72필을 획득하였다. 왜구를 물리친 공으로 우왕으로부터 백금(白金) 50냥을 하사받았다.
1388년 위화도 회군 때 개성에서 최영(崔瑩)의 군대를 격파하고 궁중으로 들어가 화원(花園)의 팔각전(八角殿)을 포위해 최영을 붙잡아 유배시켰으며, 우왕을 폐하고 창왕을 옹립하는 데 공을 세웠다.
곽충보는 예의판서(禮儀判書)에 올라 1389년 11월에 폐위된 우왕으로부터 이성계(李成桂)를 살해하라는 부탁을 받았으나, 겉으로는 승낙하는 듯 하고서는 이성계에게 그 사실을 밀고하였다. 이 사건으로 우왕은 강릉으로 유배되었다.
1390년(공양왕 2) 음력 6월 19일(양력 7월 31일) 왜구가 양광도(楊廣道)를 노략질하여 음죽(陰竹)·음성(陰城)·안성(安城)·죽주(竹州)·괴주(槐州)에 이르니, 의덕부윤(懿德府尹)이었던 곽충보(郭忠輔)는 지밀직사사(知密直司事) 윤사덕(尹師德), 자혜윤(慈惠尹) 이방과(李芳果), 밀직부사(密直副使) 류용생(柳龍生)과 함께 영주(寧州) 도고산(道高山) 아래에서 적을 격파하여, 적의 머리 100여 급을 참하고, 포로로 잡힌 남녀와 가축들을 취하여 돌아왔다.
1392년 조선이 개국하자 상의중추원사(商議中樞院事)로서 개국원종공신이 되었다.
1393년 왜적(倭賊)이 문화현(文化縣)·영녕현(永寧縣)에 침입하자 상의중추원사(商議中樞院事)로서 동지중추원사(同知中樞院事) 장사길(張思吉)과 함께 왜구를 공격하였다.
아들 곽승우(郭承祐)도 음보로 벼슬을 지냈는데, 1399년(정종 1)에 아들 곽승우와 함께 사사로운 감정으로 황문(黃文) 등을 처벌했다는 이유로 탄핵을 받아 청주에 유배되었으나, 다시 소환되어 1402년(태종 2)에 도총제(都摠制)에 올랐다.
1403년 4월 1일 곽충보가 졸하자, 왕이 말하기를 "충보는 일찍이 왜구(倭寇)를 막아 여러 번 싸워 승첩(勝捷)의 공(功)이 있고, 또 부왕(父王) 때에 복사(服事)하여 수고한 지가 오래니, 마땅히 은례(恩禮)를 가하여야 한다."하고 50석으로 부의할 것을 명하고, 사람을 시켜 조상하였다.

## 곽충보가 등장하는 작품
영상 매체에서 곽충보를 연기한 배우는 다음과 같다.
- 《개국》 (KBS1, 1983년, 배우:이일웅)
- 《추동궁 마마》 (MBC, 1983년, 배우:조형기)
- 《용의 눈물》 (KBS1, 1996년~1998년, 배우:최헌철)
- 《정도전》 (KBS1, 2014년, 배우:이승찬)
- 《태종 이방원》 (KBS1, 2021년~2022년, 배우:최영)